# 츠빙거

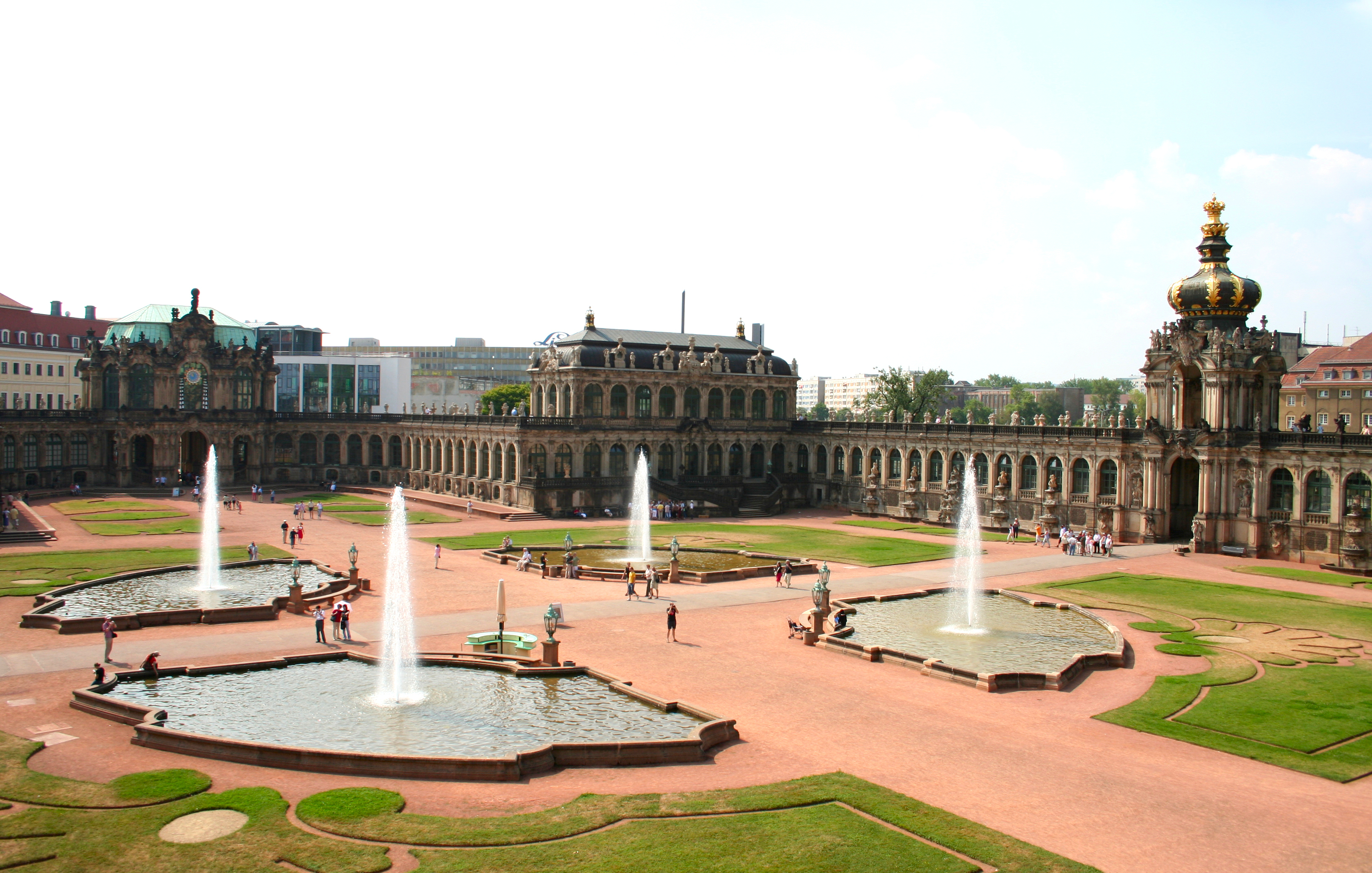
츠빙거

츠빙거(독일어: Zwinger)는 독일 작센주 드레스덴에 있는 궁전이다. 건축가 마테우스 다니엘 푀펠만이 설계한 이 건물은 독일 바로크 시대의 가장 중요한 건물 중 하나다. 성모교회와 함께 츠빙거는 드레스덴에서 가장 유명한 건축 기념물이다.
"츠빙거"라는 이름은 중세 시대에 외벽과 내벽 사이의 요새 부분을 지칭하던 이름에서 유래되었는데, 건설이 시작되었을 당시에는 츠빙거가 그 이름에 해당하는 기능을 더 이상 하지 않았다.
츠빙거는 1709년에 오렌지 온실과 정원, 축제 공간으로 지어졌다. 화려하게 장식된 파빌리온, 난간, 인형, 꽃병으로 늘어선 갤러리는 폴란드 국왕으로 선출된 아우구스트 2세의 통치 기간 동안의 화려함을 증명하고 있다. 새로운 성에 대한 계획은 아우구스트 2세가 죽은 후 백지화되었으며 바로크 시대에서 벗어나면서 츠빙거는 처음에는 중요성을 잃었다. 1세기가 넘은 후에 건축가 고트프리트 젬퍼가 엘베강을 향하여 젬퍼 갤러리로 완성했다.
1855년에 개관한 젬퍼 갤러리는 19세기 가장 중요한 독일 박물관 프로젝트 중 하나였으며, 18세기 이후 시간의 영향으로 성장해 온 츠빙거를 박물관 단지로 확장할 수 있게 해주었다. 1945년 2월 13일과 14일에 있었던 드레스덴 폭격은 츠빙거에 광범위한 피해를 입혔고 광범위한 파괴로 이어졌다. 1950년대와 1960년대에 재건된 이후, 알테 마이스터 회화관, 드레스덴 도자기 컬렉션, 수학-물리 살롱이 대중에게 공개되었다. 원래 온실, 정원, 축제 공간으로 사용하려던 의도는 없어졌으며 현재는 음악 및 연극 행사 공연의 장소로도 계속 발전하고 있다.